# Wereldkampioenschappen kunstschaatsen 1896
De Wereldkampioenschappen kunstschaatsen is een evenement dat georganiseerd wordt door de Internationale Schaatsunie.
Het eerste wereldkampioenschap kunstschaatsen werd op 9 februari 1896, daags na het WK schaatsen, alleen voor mannen georganiseerd in het Joesoepovski Park in Sint-Petersburg in het tsaristisch Rusland.

## Deelname
Slechts vier mannen uit drie landen kwamen uit op dit kampioenschap.
De Duitser Gilbert Fuchs was tweevoudig kampioen van de "Deutscher und Österreichischer Eislaufverband" (1895, 1896) en op het EK van 1895 derde geworden.
De Oostenrijker Gustav Hügel was in 1894 kampioen geworden van de "Deutscher und Österreichischer Eislaufverband" en op de EK's van 1894 en 1895 tweede geworden.
Voor de Russen Georg Sanders en Nicolai Podoeskov was dit hun enige optreden op het WK kunstschaatsen.
| Keizerrijk Rusland (2) Duitse Keizerrijk (1) Oostenrijk (1) |

## Medaille verdeling
| Categorie | Goud          | Zilver       | Brons         |
| --------- | ------------- | ------------ | ------------- |
| Mannen    | Gilbert Fuchs | Gustav Hügel | Georg Sanders |

## Uitslagen
| #      | naam              | land                       | punten   |
| ------ | ----------------- | -------------------------- | -------- |
| Goud   | Gilbert Fuchs     | Vlag van Duitse Keizerrijk | 305, 3/5 |
| Zilver | Gustav Hügel      | Vlag van Oostenrijk        | 278, 1/5 |
| Brons  | Georg Sanders     | Vlag van Rusland           |          |
| 4      | Nicolai Podoeskov | Vlag van Rusland           |          |

Medaillewinnaars

Mannen · 
Vrouwen ·
Paren · 
IJsdansen

 Toernooi

1896 · 
1897 · 
1898 · 
1899 · 
1900 · 
1901 · 
1902 · 
1903 · 
1904 · 
1905 · 
1906 · 
1907 · 
1908 · 
1909 · 
1910 · 
1911 · 
1912 · 
1913 · 
1914 · 
1915-1921 · 
1922 · 
1923 · 
1924 · 
1925 · 
1926 · 
1927 · 
1928 · 
1929 · 
1930 · 
1931 · 
1932 · 
1933 · 
1934 · 
1935 · 
1936 · 
1937 · 
1938 · 
1939 ·
1940-1946 · 
1947 · 
1948 · 
1949 · 
1950 · 
1951 · 
1952 · 
1953 · 
1954 · 
1955 · 
1956 · 
1957 · 
1958 · 
1959 · 
1960 · 
1961 · 
1962 · 
1963 · 
1964 · 
1965 · 
1966 · 
1967 · 
1968 · 
1969 · 
1970 · 
1971 · 
1972 · 
1973 · 
1974 · 
1975 · 
1976 · 
1977 · 
1978 · 
1979 · 
1980 · 
1981 · 
1982 · 
1983 · 
1984 · 
1985 · 
1986 · 
1987 · 
1988 · 
1989 · 
1990 · 
1991 · 
1992 · 
1993 · 
1994 · 
1995 ·
1996 · 
1997 · 
1998 · 
1999 · 
2000 · 
2001 · 
2002 · 
2003 · 
2004 · 
2005 · 
2006 ·
2007 ·
2008 ·
2009 ·
2010 ·
2011 ·
2012 ·
2013 ·
2014 ·
2015 ·
2016 ·
2017 ·
2018 ·
2019 · 
2020 · 
2021 ·
2022 ·
2023 ·
2024

 ISU-kampioenschappen

WK kunstschaatsen junioren ·
EK kunstschaatsen ·
Viercontinentenkampioenschap ·
Olympische Spelen